# 戈爾德巴赫河 (托倫瑟河支流)
53°43′46″N 13°17′08″E / 53.729418°N 13.285673°E

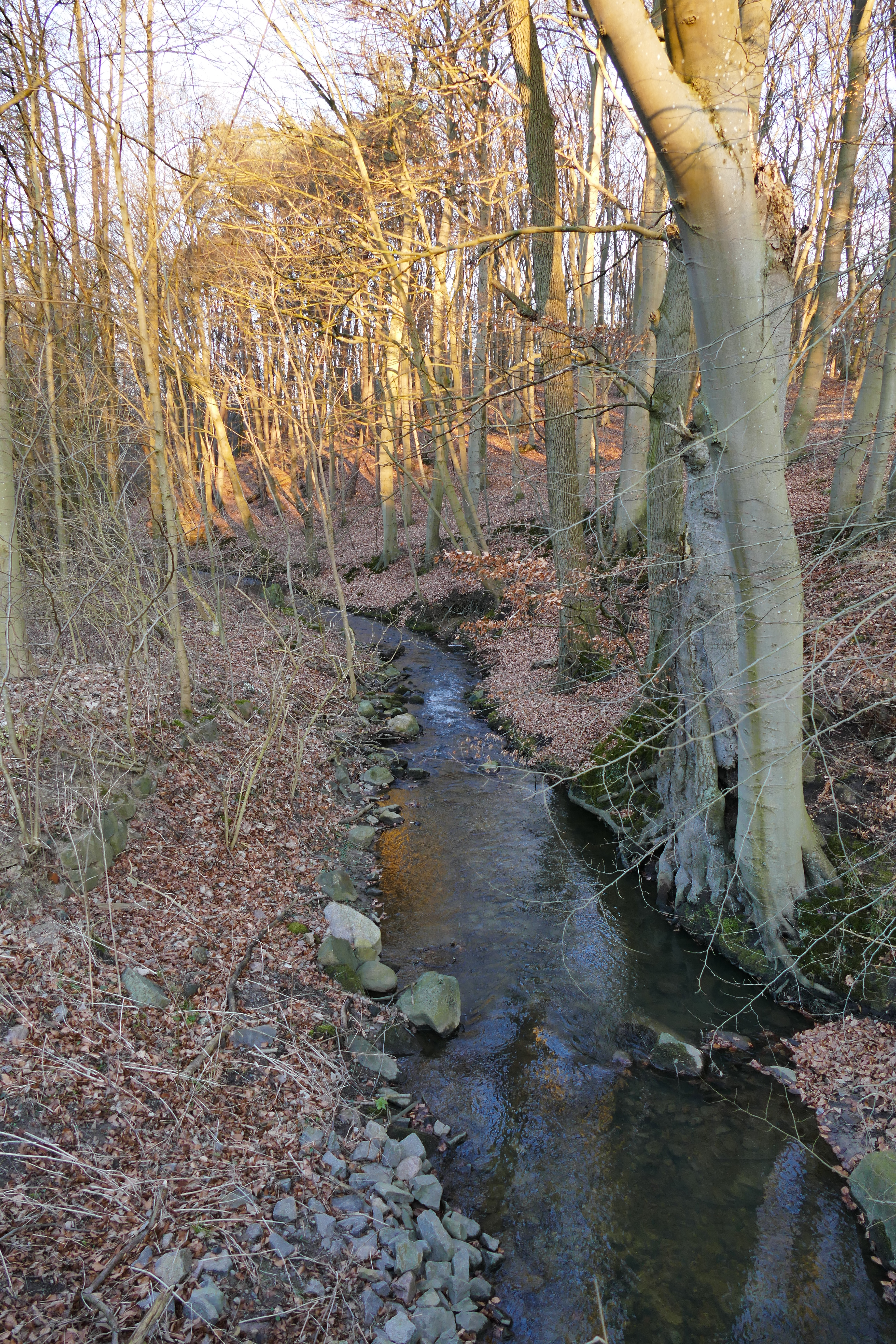
戈爾德巴赫河（托倫瑟河支流）

戈爾德巴赫河（德語：Goldbach），是德國的河流，位於該國東北部，由梅克倫堡-前波美拉尼亞州負責管轄，屬於托倫瑟河的支流，河道全長14公里，發源自蒂茨帕茨以西。